# 세계 성경번역 선교회
세계 성경번역 선교회, 또는 위클리프 성경번역 선교회(Wycliffe Bible Translators)는 미국 텍사스주 댈러스에 본부를 둔 개신교 계통 비영리기구 및 선교단체이다. 주요 목표는 성경을 세계 각국의 언어로 번역하는 것으로서 개신교의 영향이 약한 국가의 언어/민족의 언어에 치중하고 있다. 이 선교회의 이름은 중세 영어로 성경을 번역한 14세기 존 위클리프의 이름에서 따온 것이다. 1942년 윌리암 카메론 타운센드에 의해 시작된 선교회는 현재 50개국에 지부를 두고 있으며, 대한민국에서는 국가지부 단체인 성경번역 선교회(Global Bible Translators, GBT)가 활동하고 있다.

## 활동 과정
성경을 전 세계의 다언어 사회에 전파하는 것이 가장 기본적인 방침이다.
대부분의 경우 파견 이후 그 지역에 살면서 언어를 배우고, 언어조사를 거쳐 단어와 문법을 정리한다. 이 과정에서 국제 SIL이 개발한 프로그램의 도움을 받는다. 위의 과정을 거쳐 기본적인 음성학이 파악되면 알파벳을 결정하고, 문법 체계를 정리한 이후 사복음서부터 그 부족의 언어로 점차 번역을 한다. 동시에 문자해독 교육을 통해 부족인들이 문자를 읽고 쓸 수 있도록 교육한다.
초역된 번역본은 언어 사용자가 정확하게 그 내용을 이해 할 수 있는지,이미 다른나라의 말로 번역된 성서와 이차, 삼차에 걸쳐 대조하면서 수정 작업을 거친다. 이후 확정된 내용을 다른 단체들의 도움을 받아 출판한다. 신약성서 번역이 완성되기에는 평균 10년 정도가 걸리며, 대개는 20년 이상이 되어야 완벽하게 한 언어판 성서가 완성 단계에 오른다고 본다.

## 자매 기구
국제 SIL은 사실 세계 성경번역 선교회의 단기 여름 훈련과정으로 생겨났다. 1934년 출범하였고 지금에 와서는 독립적인 자매기구로 성장했다.
또다른 자매기구는 현재는 SIL에 부속된 정글비행 및 무선통신 지원단(JAARS)인데 교통이나 정보가 희박한 지역에 파견되는 선교사를 비행으로 운송하는 등의 활동으로 봉사한다.